# Barbara Stolterfoht
Barbara Stolterfoht, geborene Steger (* 16. März 1940 in Dux, Reichsgau Sudetenland; † 20. Februar 2021 in Berlin), war eine deutsche Politikerin (SPD) und von 1995 bis 1999 hessische Staatsministerin für Frauen, Arbeit und Sozialordnung.

## Werdegang
Sie wuchs in Bielefeld auf und machte zunächst eine Ausbildung als Erzieherin. Auf dem zweiten Bildungsweg folgte danach 1963 das Abitur. Sie studierte Wirtschafts-, Sozial- und Politikwissenschaften in Göttingen und Paris, ab 1965 in Berlin.
Später war sie als Diplom-Politologin am Deutschen Institut für Urbanistik und als stellvertretende Geschäftsführerin am Wissenschaftszentrum in Berlin tätig, dann als Referatsleiterin der Bundeszentrale für gesundheitliche Aufklärung in Köln und schließlich beim Bundesvorstand der SPD als Gesundheitsreferentin. 1984 wurde sie die erste kommunale Frauenbeauftragte in Kassel (bis 1985). 1985 bis 1991 war sie in Kassel hauptamtliche Stadträtin für Frauen, Gesundheit, Soziales und Krankenhäuser.
1992 bis 1995 war sie Landesdirektorin des Landeswohlfahrtsverbandes in Kassel. Im April 1995 ernannte Hans Eichel sie zur hessischen Staatsministerin für Frauen, Arbeit und Sozialordnung. Nach dem Regierungswechsel im Jahre 1999 war die Sozialpolitikerin eine Legislaturperiode Landtagsabgeordnete der SPD (ab Februar 1999) und stellvertretende Fraktionsvorsitzende. Bei den Landtagswahlen 2003 trat sie nicht zur Wiederwahl an.
Von 2000 bis 2008 war sie Vorsitzende des Deutschen Paritätischen Wohlfahrtsverbandes (DPWV). 2003/2004 war sie darüber hinaus Mitglied der Regierungskommission zur Sicherung der Nachhaltigkeit in der Finanzierung der Sozialen Sicherungssysteme (sog. Rürup-Kommission). Im Dezember 2004 wurde sie für vier Jahre wiedergewählt. Zusätzlich dazu wurde sie mit Wirkung zum 1. Januar 2005 für zwei Jahre zur Präsidentin der Bundesarbeitsgemeinschaft der Freien Wohlfahrtspflege (BAGFW) gewählt. Später war sie ehrenamtliche Vorsitzende des Beirats von Transparency International.
2005 wurde sie mit dem Bundesverdienstkreuz am Bande geehrt. 2012 erhielt sie die Wilhelm-Leuschner-Medaille des Landes Hessen.
2020 kritisierte sie Tendenzen zur Ausgrenzung älterer Menschen im Zuge der Corona-Krise. Sie starb im Februar 2021 im Alter von 80 Jahren.